# مارك سانفورد (سياسي)
مارك سانفورد هو سياسي أمريكي، ولد في 5 يناير 1939 في واتفورد سيتي في الولايات المتحدة. نشط حزبياً في الحزب الجمهوري. وقد انتخب عضو مجلس نواب داكوتا الشمالية ‏.